# Kantongerecht Hulst

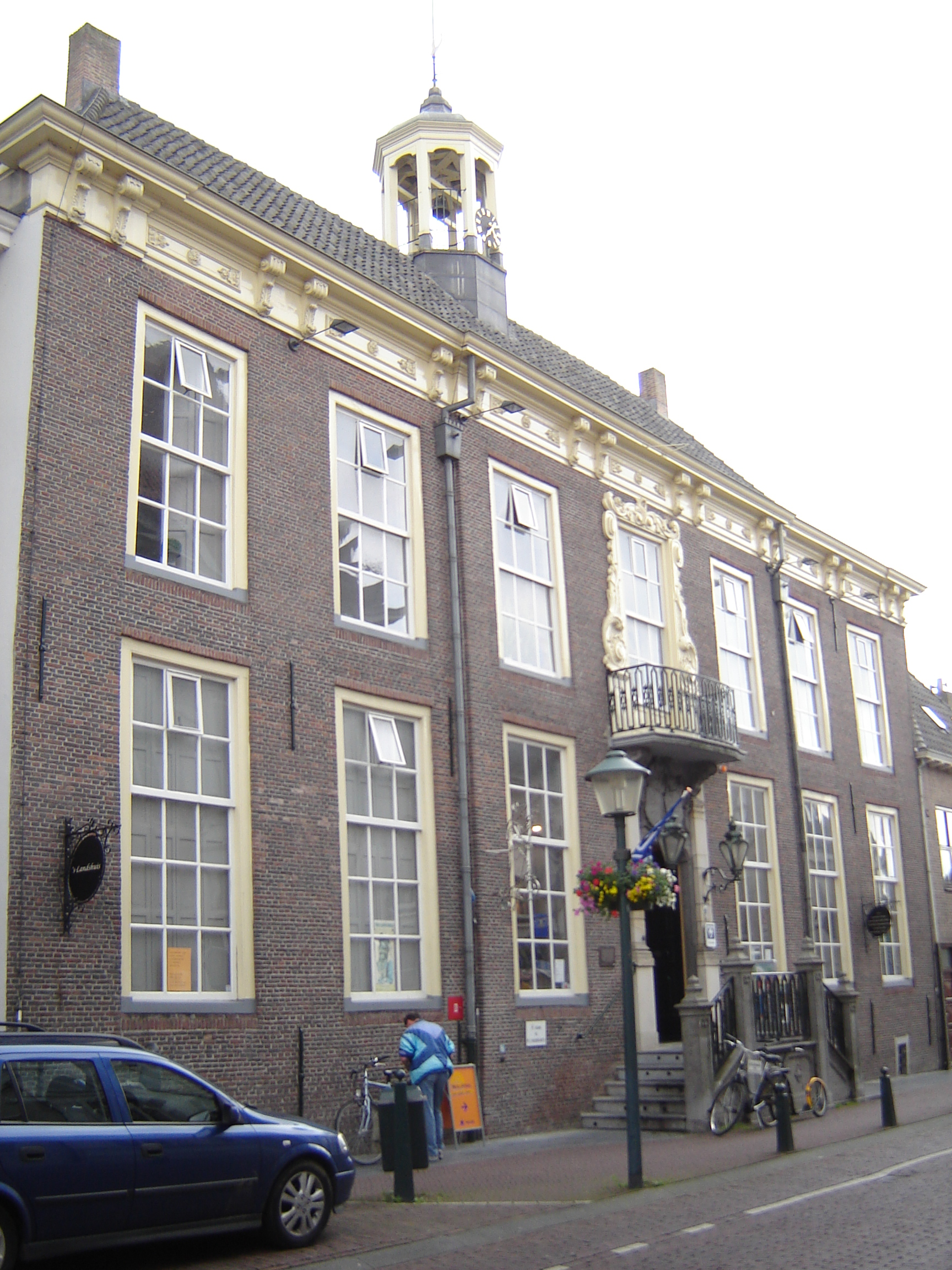
Het Landhuis in Hulst waar het kantongerecht gebruik van maakte

Het kantongerecht Hulst was van 1838 tot 1934 een van de kantongerechten in Nederland. Het gerecht was jaren gevestigd in 's Landshuis in Hulst. Bij de oprichting in 1838 vormde Hulst het vijfde kanton van het arrondissement Goes.

## Het kanton
Kantons werden in Nederland ingevoerd in de Franse tijd. In ieder kanton zetelde een vrederechter. In Zeeuws-Vlaanderen gebeurde dit al in 1795-96. Toen de vrederechter in 1838 werd opgevolgd door de kantonrechter werd het aantal kantons ingekrompen. Voor Hulst bracht dit geen wijziging. Bij de invoering van het kantongerecht was Hulst het vijfde kanton van het arrondissement Goes. Het bestond uit de gemeenten: Hulst, Boschkapelle, Clinge, Graauw en Langendam, Hengstdijk, Hontenisse, Ossenisse, Sint Jansteen en Stoppeldijk.

### Aanpassingen
In 1877 vond er een herindeling plaats van de gerechtelijke gebieden. De provinciale hoven werden opgeheven en het aantal rechtbanken en kantongerechten werd ingekrompen. Voor Hulst was van belang dat de rechtbank in Goes werd opgeheven, alsmede het naburige kanton Axel. Uit dat kanton werden de gemeenten Koewacht, Overslag en Zuiddorpe bij Hulst gevoegd, terwijl Hulst nu als kanton deel werd van het arrondissement Middelburg.